# Porkaeva!
Porkaeva! je peti studijski album slovenskega kantavtorja Iztoka Mlakarja. Izšel je 22. novembra 2017 pri ZKP RTV Slovenija.
Premierna predstavitev albuma in treh šansonov je bila 15. novembra 2017 na radijski postaji Val 202. Šanson "Čuoja" izhaja iz Mlakarjeve predstave Sljehrnik, "Hudič!!!", "Šuolni" in "Ja" pa iz Pašjona. 

## Kritični odziv
V reviji Mladina je Goran Kompoš pripomnil: "Mlakar je preprosto izjemen pripovedovalec zgodb, polnih življenjskih modrosti, duhovitosti, humorja. Vsega tega se loteva brez pridigarskega kompleksa, in ker zgodbe pripoveduje v močnem narečju, postanejo še bolj avtentično slovenske. Z njimi se ljudi dotakne, včasih tako močno, da marsikatera ponarodi. Ali se bo to zgodilo tudi s katero od devetih skladb z njegove nove, pete plošče Porkaeva!, bo seveda pokazal čas."
Na portalu 24ur.com je bil album uvrščen na 6. mesto najboljših slovenskih albumov leta.

### Priznanja
| objava   | uvrstitev | seznam                        |
| -------- | --------- | ----------------------------- |
| 24ur.com | 6.        | Top 20 domačih albumov (2017) |

## Seznam pesmi
Avtor vseh pesmi je Iztok Mlakar, aranžmaji so delo Davida Šuligoja.
| Št. | Naslov          | Dolžina |
| --- | --------------- | ------- |
| 1.  | „Izvirni greh‟  | 6:00    |
| 2.  | „Volitve‟       | 2:49    |
| 3.  | „Ajnglc‟        | 3:21    |
| 4.  | „Kontrabas‟     | 3:45    |
| 5.  | „Ja‟            | 4:15    |
| 6.  | „Belo in rdeče‟ | 2:55    |
| 7.  | „Šuolni‟        | 3:18    |
| 8.  | „Hudič!!!‟      | 4:06    |
| 9.  | „Čuoja‟         | 2:44    |

## Sodelujoči
- Iztok Mlakar - vokal
- David Šuligoj - vsa glasbila
- Dušan Kastelic - oblikovanje grafične podobe
- Matjaž Švagelj in Borut Žbogar - miksanje in mastering